# Fröjesbo
Fröjesbo eller Fryggesbo är en gammal nedlagd by i Hedesunda socken i Gävle kommun. Bonden Per Jönsson fick den 7 mars 1607 tillstånd av Kung Karl IX att återuppta gården (sedan urminnes tid). Platsen finns mellan byarna Dalkarlsbo och Gundbo vid Somfarån. Denna fiskrika å rinner ut i Dalälven vid Hällarna och Södra Färjsundet.